# 分水工
分水工是從一條水管或是灌溉用的供水渠道將水分配至兩條以上的水管或是渠道，並且設有閘門或是閘板，讓其具有針對性供水以及調節渠道水位的功能的一種組織結構。

## 功能
當分水工分水處不需經過測量水量後再進行供水時，一般採用比率分水，可隨當時渠道之水流量變化來進行針對性的分水。當分水工須先測量水量再進行供水時，可以利用閘門或閘板在分水工進行各渠道的水量分配。

## 實例
林內分水工是一座直徑100公尺、面積8660平方公尺、深度6.8公尺的小型水庫。採用八角形分水工。最高蓄水量45000立方公尺，主要是提供麥寮地區的工業用水。

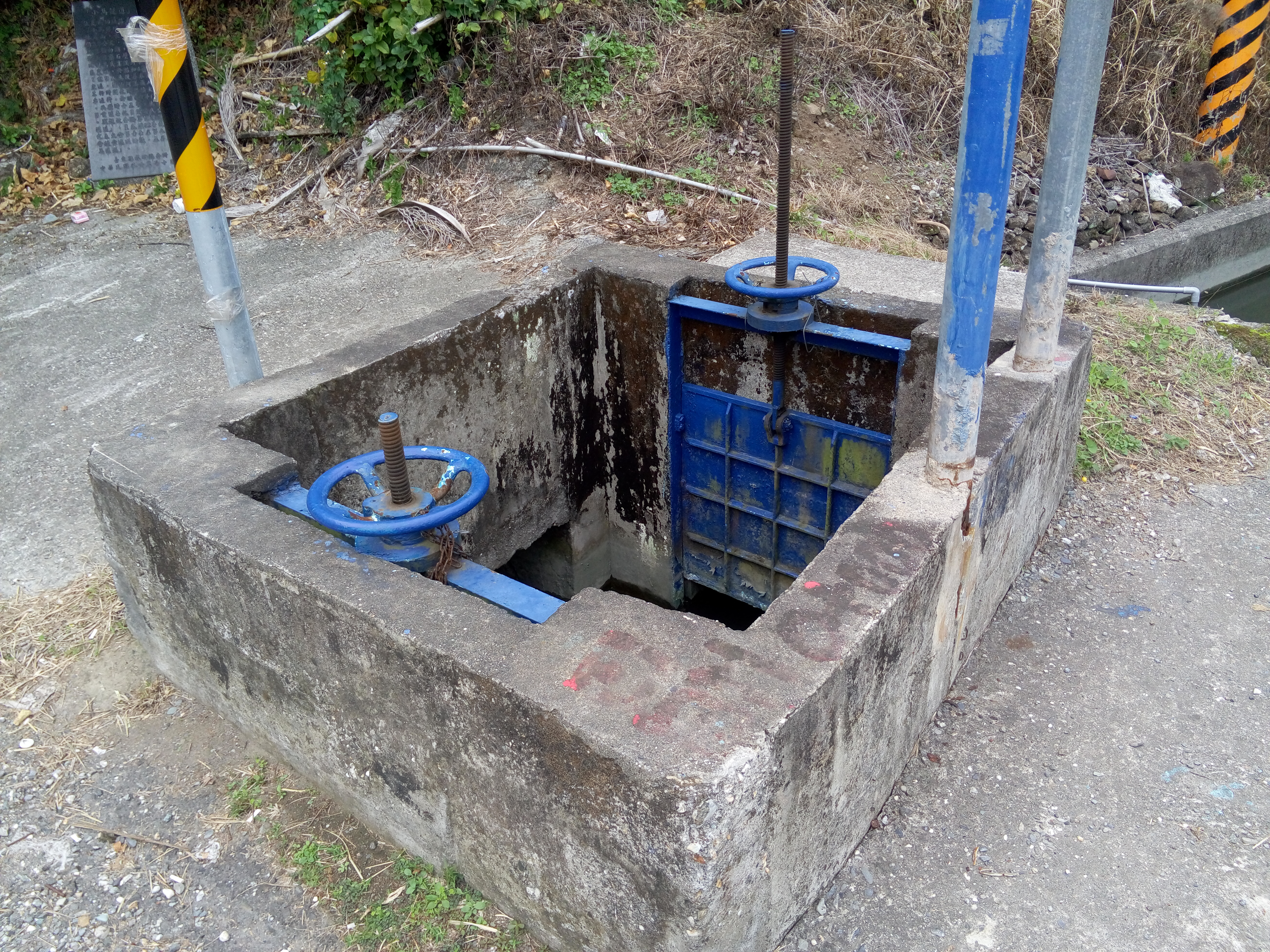
位於臺灣臺東縣的小馬圳分水工，屬於控制閘式。
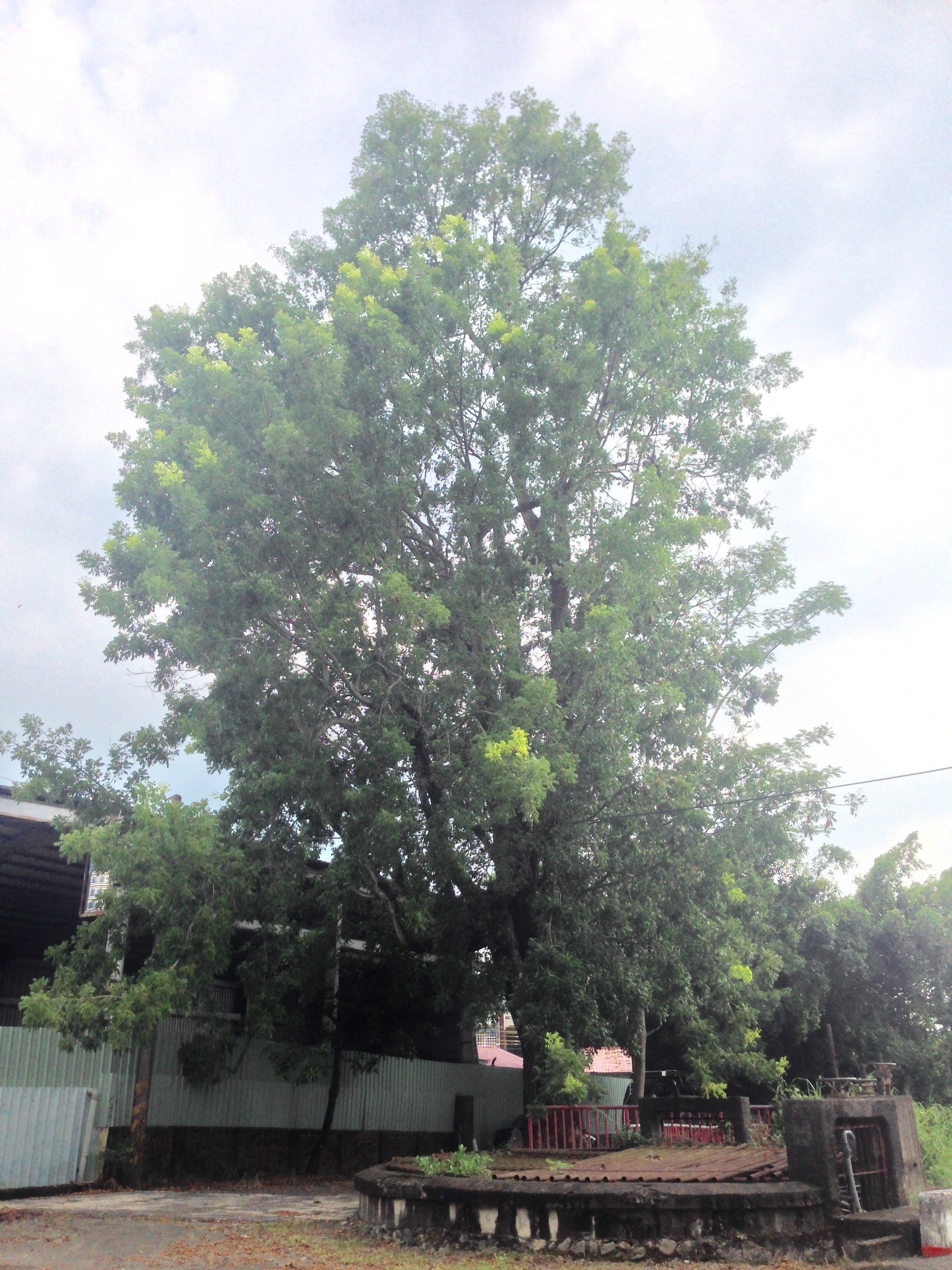
位於臺灣屏東縣來義鄉台糖萬隆機庫旁二峰圳分水工，旁為鳥居信平所植小葉桃花心木。

## 分類
依水理性質可將分水工分類如下：
- 潛流型-孔口式
- 水門式
- 涵管式
- 短嘴式
- 溢流型-明槽式
- 堰式
- 比率式
- 控制閘式
- 混合型-分水井式
- 虹吸分水式
- 八角形分水式

## 資料來源
1. 1 2 3  .   [2015-01-17]. （原始内容存档于2019-09-16）.
2. ↑  .   [2015-01-19]. （原始内容存档于2015-01-22）.
3. ↑  .   [2015-01-19]. （原始内容存档于2019-09-16）.

## 外部連結
- 林內- 斗六大圳3號水門 與林內農田水利文物陳列館(農田水利會) （页面存档备份，存于）